# Distrito electoral de Platford-Springfield I
Platford-Springfield I (en inglés: Platford-Springfield I Precinct) es un distrito electoral ubicado en el condado de Sarpy en el estado estadounidense de Nebraska. En el Censo de 2010 tenía una población de 933 habitantes y una densidad poblacional de 16,74 personas por km².

## Geografía
Platford-Springfield I se encuentra ubicado en las coordenadas 41°5′46″N 96°8′54″O / 41.09611, -96.14833. Según la Oficina del Censo de los Estados Unidos, Platford-Springfield I tiene una superficie total de 55.73 km², de la cual 53.98 km² corresponden a tierra firme y (3.15%) 1.75 km² es agua.

## Demografía
Según el censo de 2010, había 933 personas residiendo en Platford-Springfield I. La densidad de población era de 16,74 hab./km². De los 933 habitantes, Platford-Springfield I estaba compuesto por el 98.71% blancos, el 0% eran afroamericanos, el 0.11% eran amerindios, el 0.21% eran asiáticos, el 0% eran isleños del Pacífico, el 0% eran de otras razas y el 0.96% pertenecían a dos o más razas. Del total de la población el 0.21% eran hispanos o latinos de cualquier raza.